# Santes mestresses de casa, espècie en extinció
Santes mestresses de casa, espècie en extinció, o també Santes mestresses de casa, és una obra escultòrica serial de l'artista multidisciplinar Karol Bergeret.
L'obra es configura sobre una sèrie d'escultures il·luminades, confeccionades a partir de velles fustes de planxar trobades al carrer, reciclades i folrades amb teixits antics, cortines, folre de matalàs o altres materials recollits a les escombraries. Les peces de l'obra integren collages d'objectes domèstics com ara: minipimers, plomalls, escumadores, cintes de costura, bastidors de brodar, puntetes o, fins i tot, neveres. Cada una de les escultures està presidida per la fotografia d'una dona en forma d'emprenta de planxa i cada una d'elles mostra una al·legoria o oració que l'artista col·loca en un cartell a manera de declaració d'intencions.
El 7 de març de 2008, i fins al 15 de març del mateix any, l'obra es va mostrar per primer cop. Diverses peces es van instal·lar a diferents llocs del barri del Raval de Barcelona, proposant un recorregut singular a través de múltiples espais: des d'una perruqueria fins a una botiga de joies de ganxet. Les peces exposades van ser La limpiadora, La electrodoméstica, La lavandera, La camarera, La costurera, La nodriza i La proveedora entre d'altres.
Mitjançant "Santes mestresses de casa, espècie en extinció" Bergeret perseguia homenatjar les mestresses de casa. L'artista assegurà que el seu era «un homenatge a les dones a les quals els va tocar viure una època en què el seu valor en la societat estava basat en exercir aquesta professió (la de mestresses de casa) sense cobrar i sense tenir vacances». Amb tot, Bergeret puntualitza que la figura femenina de la mestressa de casa, va ser tan important en el passat, com obsoleta avui en dia.

## Pregària
L'artista dedicà la pregaria següent a totes les mestresses de casa:
«A vosaltres Santes Mestresses de Casa
regidores, acollidores
comunicadores i educadores
Mestresses i Esclaves, Santes i Màrtirs
Que vigileu atentes la llar
i procureu el benestar d'aquells que l'habiten
va dirigida aquesta lloança.
Santes Mestresses
Esposes, mares, infermeres
planxadores, cuineres, costureres
compiladores de saviesa casolana
coneixedores de rutines i horaris
Mestresses i Esclaves, Santes i Màrtirs
us percebo com un raig de llum
que s'extingeix lentament en els nostres temps.
A vosaltres Mestresses i Esclaves, Santes i
Màrtirs
us dec el diàleg amb els vostres objectes
la seva reconversió i recreació artística.
Accepteu doncs, oh Santes Mestresses de Casa!
aquesta obra artística
que persegueix enaltir-vos
i erigir-vos com a figura única i completa.
Resteu amb la vostra saviesa
en els nostres records
i il·lumineu-nos abans de la vostra extinció, amén».